# Kazimierz Dudek
Kazimierz Dudek (ur. 28 lutego 1927 w Poznaniu, zm. 28 sierpnia 2012 w Olsztynie) – funkcjonariusz aparatu bezpieczeństwa, generał brygady Milicji Obywatelskiej.

## Życiorys
Syn Piotra i Józefy. W 1952 został magistrem prawa na Uniwersytecie Adama Mickiewicza w Poznaniu i wykładowcą Szkoły Międzywojewódzkiej WUBP w Poznaniu.  Następnie był starszym wykładowcą Katedry Polityczno-Wychowawczej Historii Ruchu Robotniczego w tejże szkole (1953-1954), wykładowcą/kier. Katedry Historii KPZR w Krajowym Ośrodku Szkolenia MBP w Gdańsku (1954-1955), wykładowcą w Ośrodku Szkolenia KdsBP w Gdańsku (1955-1956), starszym oficerem śledczym/kier. Samodzielnej Sekcji Śledczej KW MO w Gdańsku (1956-1958), z-cą nacz. Wydz. Śledczego KW MO w Gdańsku (1958-1965), nacz. Wydz. Kontroli Ruchu Granicznego KW MO w Gdańsku (1965-1970), z-cą komendanta wojewódzkiego MO ds. SB w Gdańsku (1970-1972), I z-cą kmdta wojewódzkiego MO ds. SB w Olsztynie (1972-1975), z-cą kmdta wojewódzkiego MO ds. SB w Olsztynie (1975-1980), kmdtem wojewódzkim MO/szefem WUSW w Olsztynie (1981-1990). 17 września 1987 otrzymał stopień generała brygady MO. Zwolniony 5 lutego 1990.
Członek ZWM, ZMP i PZPR.
Policyjna asysta honorowa na jego pogrzebie była źródłem protestów środowisk byłej opozycji, uważającej go za animatora działań represyjnych w okresie stanu wojennego.

## Odznaczenia
- Złoty Krzyż Zasługi
- Brązowy Medal „Za zasługi dla obronności kraju”
- Srebrny Medal "Za zasługi dla obronności kraju"
- Medal 30-lecia Polski Ludowej
- Krzyż Kawalerski Orderu Odrodzenia Polski
- Złota Odznaka "W służbie narodu"
- Order Sztandaru Pracy II klasy (1984)[3]
- Medal im. Ludwika Waryńskiego (1988)[4]